# Farrah Moan
Cameron Clayton (Houston, 11 de setembro de 1993), mais conhecida pelo nome artístico Farrah Moan, é uma modelo e drag queen norte-americana. Ganhou notoriedade ao participar da nona temporada do reality-show RuPaul's Drag Race, bem como de sua versão All Stars durante a quarta temporada. Seu nome artístico é uma referência à atriz Farrah Fawcett.